# Катерина Шумлянська
Катерина з Великих Шумлян Шумлянська гербу Корчак (друга пол. XVII ст., Великі Шумляни, Річ Посполита — перша третина XVIII ст.) — руська шляхтянка, меценатка. Дружина Олександра Свистельницького.

## Життєпис
Походила з давнього галицького шляхетського роду Шумлянських гербу Корчак. Була одружена з Олександром Свистельницьким, нащадком давнього роду гербу Сас. 
Разом з чоловіком була відома своїм церковним меценатством. Зокрема в 1689 р. подружжя оновило монастир Воздвиження Чесного Хреста в с. Сокіл (колишнього Станиславівського повіту). А в 1699 р. в родовому селі чоловіка вони звели дерев'яну церкву Воскресіння Христового.

## Портрет
Окрім меценатства, родина відома серед українських мистецтвознавців завдяки рідкісній збереженій групі портретів з фундованої ними церкви Воскресіння Христового. В неї входять ктиторський портрет Катерини, труменний портрет її чоловіка, а також пара ктиторських портретів інших членів родини Шумлянських.
Нині всі чотири збережених свистельницьких портрети зберігаються у фондах Національного музею у Львові.